# Jan Frode Andersen
Jan Frode Andersen (Asker, 29 agosto 1972) è un ex tennista norvegese.

## Carriera
In carriera ha raggiunto in singolare la 135ª posizione della classifica ATP, mentre in doppio ha raggiunto il 295º posto.
In Coppa Davis ha disputato un totale di 52 partite, collezionando 30 vittorie e 22 sconfitte. Per la sua dedizione nel rappresentare il proprio Paese nella competizione è stato insignito del Commitment Award.